# 趙君琰
趙載（1482年—1543年），原名趙君琰，明武宗御赐名为趙載，字文載，號北崖，山西平陽府絳州垣曲縣人，□籍，明朝政治人物。

## 生平
正德二年（1507年）丁卯科山西鄉試第六十四名舉人。三年丁父憂，正德六年（1511年）中式辛未科會試第一百一十七名，登第三甲第八十二名進士。都察院觀政，丁继母衛氏憂，服闋，九年授户部雲南司主事，监督收放南新等谷仓粮，八年奉命监管臨清商税。正德十四年四月以过家后期，复失禁戢，致运卒有斗死者，被下狱，赎杖还职。历升廣西司员外郎、广东司郎中，督漕運，上疏极言漕政利病。嘉靖二年（1523年）二月升陕西右参议、分守商洛道。吐鲁番侵夺哈密为边患，经总督杨一清举荐，四年五月升陕西按察司副使、整饬肃州地方兵备、抚治番夷兼管永昌等九卫所，实行开垦屯田、安边足食之计，七年十二月升左参政，仍管肃州兵备事。九年九月接替唐澤任都察院右佥都御史、巡抚甘肃，十四年十一月升南京都察院右副都御史、提督操江，十五年八月巡按御史王绅弹劾其前任甘肃巡抚時贪污，令回籍听勘。二十二年十月二十五日卒，享年六十二，賜祭葬。所著有《都府奏议》及《忠贞録》、《忠节祠集》诸书。

## 家族
曾伯祖，国初封南雄侯。曾祖趙朗，登洪武初乙丑进士，为监察御史，廵按北平，以风裁著称；祖父趙信，弗仕；父趙鼐，号澹斋，以子贵赠奉政大夫户部郎中。母普氏；繼母衛氏，俱贈宜人。